# Eugenia hastilis
Eugenia hastilis é uma espécie de planta da família Myrtaceae, endêmica em Maurícia. Seu hábitat natural são regiões subtropicais ou tropicais de secas florestas.